# Androsove (Vîsoki Bairakî), Kirovohrad
Androsove (în ucraineană Андросове) este un sat în comuna Vîsoki Bairakî din raionul Kirovohrad, regiunea Kirovohrad, Ucraina.

## Demografie
Componența lingvistică a localității Androsove
     Ucraineană (84,78%)
     Rusă (15,22%)
Conform recensământului din 2001, majoritatea populației localității Androsove era vorbitoare de ucraineană (84,78%), existând în minoritate și vorbitori de rusă (15,22%).